# Pageflow
A pageflow weboldalak irányításának folyamatát definiálja, mely oldalak végrehajtódnak egy egyszerű portlet-en belül. Minden oldalon irányítások halmaza van definiálva, ezzel támogatva a felhasználói interakciót. Például, az oldalak egy folyamban nyújthatnak egy lehetőséget a felhasználónak, hogy megjelenítse a tőzsdei árfolyamokat vagy az időjárás előrejelzést vagy hozzáférjenek vállalati adatokhoz, például egy dolgozó adataihoz.
Oldalak a folyamban használhatják a következő technikákat, hogy definiálják a felhasználó beállításait:
- HTML
- XHTML

Továbbiakban, hogy megfelelő legyen a felhasználói interakció, a pageflow elő tud állítani egy háttér folyamatot. Például, a pageflow meg tudja hívni a Web Service-t, hozzáfér az adatbázisokhoz, vagy egyszerűen futtat egy Java nyelven írt kódot.

## Pageflow komponensek
A pageflow applikációk magja, a folyamat leíró, egy XML fájl, melyet a programozó hoz létre „kézzel” vagy vizuálisan eszközökkel. A pageflow folyamat, ami a vizuális megjelenítése a folyamat leírónak, tevékenységek és linkek szerteágazó sorozat, mely modellezi a felhasználói interakciót egy portlet-en belül.
Tevékenység: Egy objektum, ami egy feladatot reprezentál. Egy tevékenység információt nyújthat a felhasználónak és felhasználói interakciót vár vagy háttér funkciókat állít elő, melyek láthatatlanok a felhasználó számára.
Link: Egy objektum, mely egy utat reprezentál a folyam útvonal logikájában. Egy link egy tevékenységre mutat. Egy link egy egyszerű logikai útvonal két tevékenység között. Egy link adatot is hordozhat két tevékenység között. Egy tevékenységnek lehet többszörös forrás linkje és többszörös cél linkje.

## Pageflow adat
Egy tipikus pageflow folyamat adatot tartalmaz magában, ami használva van pageflow felhasználók által vagy a program által. Hogy hozzáférjünk a pageflow adathoz, scope útvonalakat kell használni.

## Pageflow motor
A pageflow motor felelős workflow folyamatok futtatásáért és menedzseléséért.
Tevékenységei:
- Új folyamat egyed létrehozás
- Elindítja és leállítja a folyamatokat
- Végrehajtja a linket a következő tevékenységhez

## Workflow és Pageflow
Habár a workflow és pageflow hasonló mechanizmusokat osztanak meg, a pageflow-nak van pár ismertető feature-je:

### Workflow
- Folyamat alapú – egyszerű üzleti folyamat, ami több napig is futhat.
- Induló pontot definiál – például valamilyen esemény.
- Több felhasználó – különböző feladatokat biztosít minden tevékenységnél.
- Perzisztens adat – a futó egyed adja a session-ön kívül van tárolva.
- Befejező pontot definiál - valamilyen esemény hatására.

### Pageflow
- Session-alapú – a pageflow lényegében elindul és befejeződik, és általában rövidebb időtartamú.
- Belépő pontot alakít ki – a belépő pont a pageflow magát definiálja és általában nem külső hatás idézi elő.
- Egyszeri felhasználó.
- Session adat – a pageflow az adatot a session végéig őrzi meg, bár hozzáfér perzisztens adathoz is.
- Felhasználó-irányított kilépő pont – a felhasználó dönti el, hogy mikor van vége a session-nak.

## XForm
Az xform egy erőteljes, alapvető kiindulási módot nyújt, hogy meghatározhassuk a webform-okat. Az XForm standard előnyei közé tartoznak a következők:
- az adatok elkülönítése, logika és prezentációs modul
- erőteljes esemény modell(tehát nem kell sok leírást alkalmazni a felhasználó oldali érvényesség vagy számoláshoz)
- egy eljárási mód XML formátumban

Az XForm önálló applikációként nem futtatható. Arra tervezték őket, hogy segítsék az adott programozói nyelvet, mint például az XHTML-t.

## XForm struktúra
Egy XForm dokumentum a következő részekből áll:
- Modell - A modell egy összetevő, ami azt az XML adatot írja le, ami használva van az adott formátumban. A modell, ami az adatot befolyásolja:
  - A felhasználó által megjelenítve vagy beírva
  - A szerver számára történt előterjesztés
  - Időszakos számítások használata
- Prezentáció - Az XForm 1.0 Specifikáció azokat az absztrakt irányítási elveket határozza meg, amiket a felhasználói interfész meghatározásához használunk. Össze lehet kötni az irányítókat amik a modellt építik fel.
- Események és történések - A feldolgozói logikát írja le. Az XForm beépített logikát vár el ahhoz, hogy az eseményekre reagálni tudjon.

## Form adat
Az XForm-ban az adat a modell részeként van definiálva. A modell egy vagy több részből állhat.
A kivitelezés idejében a Form Wizard-ot vagy egy XML sémával, vagy pedig egy olyan dokumentummal lehet fejleszteni, ami az adat struktúráját írja le.
Ezeken kívül azt is meghatározhatjuk, hogy a futásidejű adat:
- Szolgáltat: amint a form a pageflow kontextusában fut, specifikálni lehet a befolyásoló tényezőket amiket az adat szolgáltat a pageflow miatt.
- Előterjeszt: el lehet különíteni az előterjeszteni kívánt részeket, valamint a többi részt is, mint például a metódus (PUT, POST, GET) vagy a kódolást.

## XForm feldolgozása
Az XForm-ok vagy böngésző bevitellel, vagy egy-felhasználó oldali XForm processzorral dolgozhatók fel.
Az egyik processzor felel a következőkért:
- Egy belső memória modell létrehozásáért
- HTML és Javascript létrehozásáért, hogy a böngésző le tudja fordítani az XForm-ot
- Teljesíti az adat megerősítését, kalkulációját és több más dolgot is, függően a formai kívánságoktól
- Válaszol az XML eseményekre és az XForm történéseire, ami a formán belül előfordul

## Külső hivatkozások
- www.novell.com/documentation